# Nikolaj Kiseljov
Nikolaj Dmitrijevitj Kiseljov (ryska: Николай Дмитриевич Киселёв), född 24 april 1800 i Moskva, död 26 november 1869 i Florens, var en rysk diplomat. Han var bror till Pavel Kiseljov.
Kiseljov övertog 1841, vid greve Peter von der Pahlens avresa från Paris, ledningen av ryska legationen i Frankrike samt innehade den under olika värdigheter till februari 1854, då de diplomatiska förbindelserna mellan Ryssland och västmakterna avbröts.  År 1855 blev han sändebud hos påve Pius IX och 1864 hos Viktor Emanuel II av Italien.